# Vidalia (Georgia)
Vidalia város az USA Georgia államában, Montgomery és Toombs megyében. Lakosainak száma 10 785 fő (2020. április 1.).

## Népesség
A település népességének változása:

| 2010 | 10 473 |
| 2020 | 10 785 |